# Pleiadi (astronomia)
(da G. Pascoli, Il gelsomino notturno)
Le Pleiadi (conosciute anche come le Sette sorelle, la Chioccetta o con la sigla M45 del catalogo di Charles Messier) sono un ammasso aperto visibile nella costellazione del Toro. Questo ammasso piuttosto vicino (440 anni luce) conta diverse stelle visibili a occhio nudo. Negli ambienti cittadini si vedono solo quattro o cinque delle stelle più brillanti, in un luogo più buio anche dodici. Tutte le componenti sono circondate da leggere nebulose a riflessione, osservabili specialmente in fotografie a lunga esposizione prese con telescopi di dimensioni ragguardevoli.
Notevole è che le stelle delle Pleiadi sono realmente vicine tra loro, hanno un'origine comune e sono legate da forza di gravità.
Data la loro distanza, le stelle visibili tra le Pleiadi sono molto più calde del normale, e ciò si riflette nel loro colore: sono giganti blu o bianche; l'ammasso conta in realtà centinaia di altre stelle, molte delle quali sono troppo lontane e fredde per poter essere viste a occhio nudo. Le Pleiadi sono un ammasso giovane, con un'età stimata di circa 100 milioni di anni e una vita prevista di soli altri 250 milioni di anni, dato che le stelle sono troppo lontane tra loro.
A causa della loro brillantezza e vicinanza fra loro, le stelle più luminose delle Pleiadi sono note dall'antichità: sono citate, per esempio, da Omero e Tolomeo. Il disco di Nebra, un manufatto di bronzo del 1600 a.C. trovato nell'estate del 1999 a Nebra, in Germania, è una delle più antiche rappresentazioni note del cosmo: in questo disco le Pleiadi sono il terzo oggetto celeste chiaramente distinguibile dopo il Sole e la Luna.
Da quando si scoprì che le stelle sono corpi celesti simili al Sole, si iniziò a ipotizzare che alcune fossero in qualche modo legate fra loro. Grazie allo studio del moto proprio e alla determinazione scientifica delle distanze degli astri, divenne chiaro che le Pleiadi sono realmente legate gravitazionalmente e che hanno un'origine comune.

## Osservazione

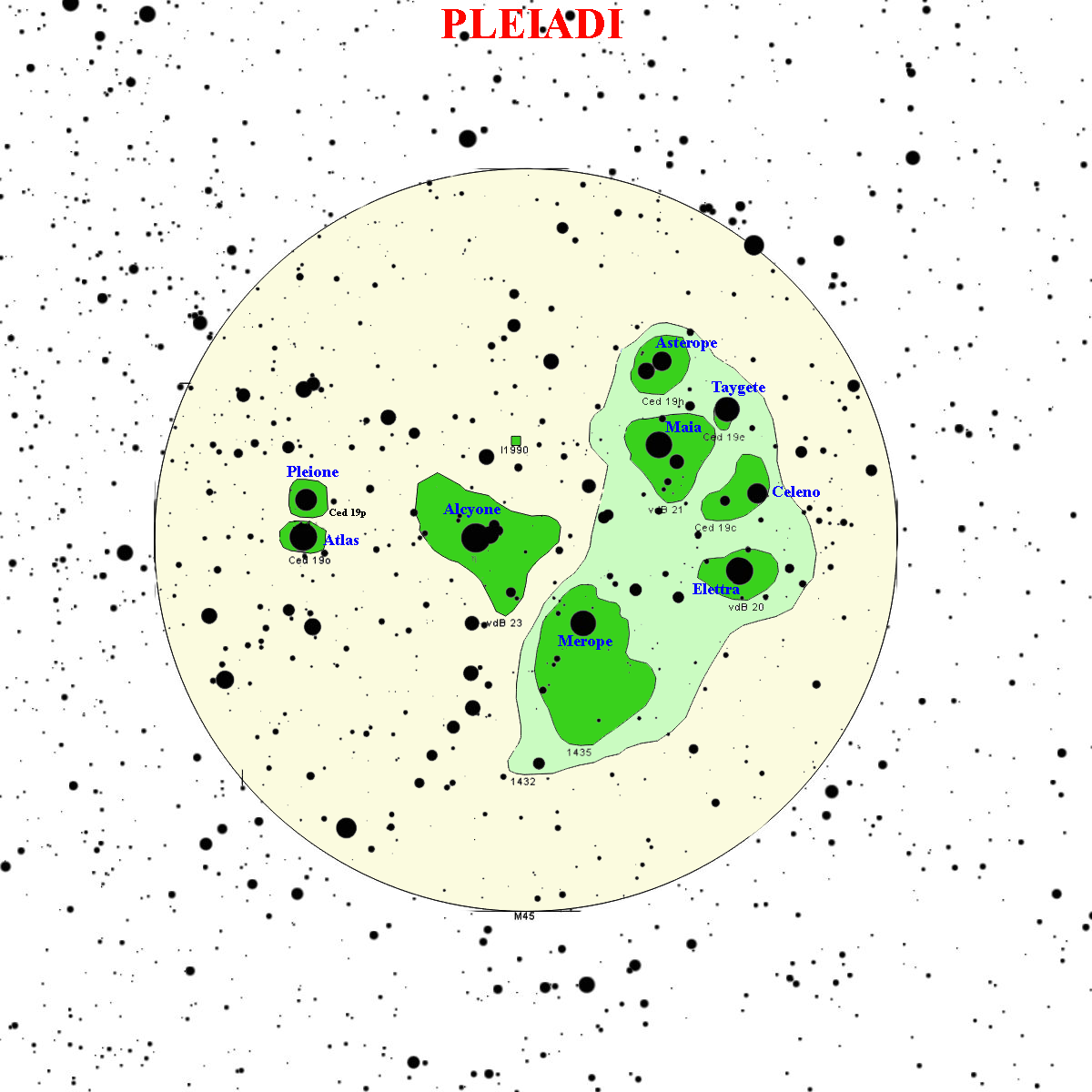
Mappa in dettaglio delle Pleiadi, con evidenziate (in verde) le nebulose associate.

L'ammasso delle Pleiadi si trova a nord dell'equatore celeste, dunque nell'emisfero boreale; la sua declinazione è pari a circa 24°N, pertanto è sufficientemente vicina all'equatore celeste da risultare osservabile da tutte le aree popolate della Terra, fino al circolo polare antartico. A nord del circolo polare artico appaiono invece circumpolari, mentre un grado a nord del tropico del Cancro si possono osservare allo zenit. Nell'emisfero nord l'ammasso domina il cielo serale da metà autunno fino all'inizio della primavera, nell'emisfero sud è tipico del cielo estivo.
Le Pleiadi si individuano con facilità, anche dai centri urbani moderatamente afflitti da inquinamento luminoso; appaiono come un fitto gruppetto di astri molto vicini fra loro, di colore azzurro e dalla forma caratteristica, che ricorda quella di una chiocciola o una miniatura dell'Orsa Minore. Ad occhio nudo fuori dalle aree urbane si possono scorgere fino a una dozzina di componenti, ma le più appariscenti sono otto (cinque o sei in un cielo moderatamente inquinato).
Al binocolo si ha la visuale migliore: l'ammasso appare completamente risolto in stelle, le quali diventano alcune decine; si può inoltre notare che molte di quelle che ad occhio nudo sembravano stelle singole appaiono ora disposte in coppia o in piccoli gruppi; due concatenazioni di stelle minori si possono osservare ad est e a sudovest.
La visione al telescopio a bassi ingrandimenti consente ancora di apprezzare la natura d'insieme dell'ammasso, mentre ad ingrandimenti maggiori non è possibile farlo rientrare tutto nell'oculare; telescopi più potenti possono mostrare fra le componenti alcune deboli nebulosità diffuse, di colore azzurro, che riflettono la luce delle stelle principali delle Pleiadi.

### Occultazioni

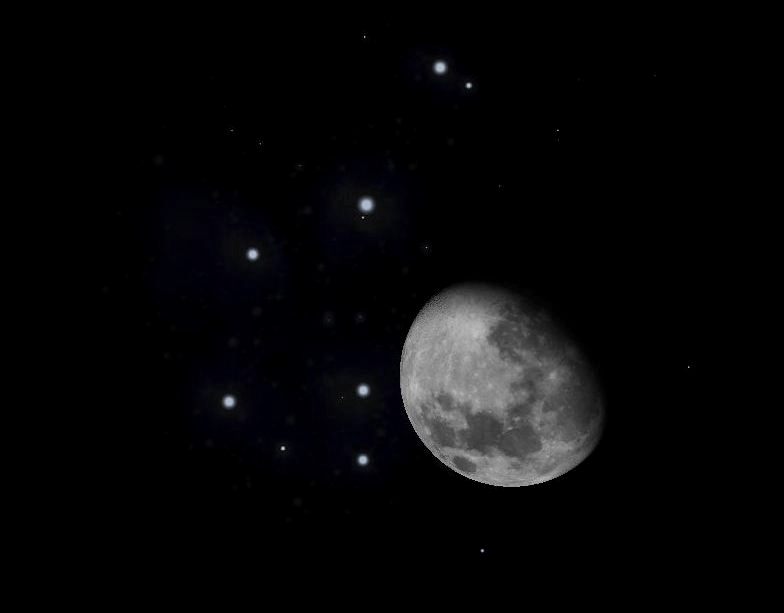
La Luna occulta le Pleiadi con una certa frequenza; nell'immagine, l'occultazione delle Pleiadi del 7 gennaio 2009.

A causa della particolare posizione dell'ammasso delle Pleiadi, posto ad appena 4° dall'eclittica, sono frequenti i transiti e le occultazioni da parte dei corpi del nostro sistema solare.
Capita frequentemente che la Luna transiti davanti a quest'ammasso, occultandolo quasi completamente; lo spettacolo viene seguito specialmente dagli astrofili, anche dotati di strumenti di osservazione ridotti, come un binocolo o un piccolo telescopio (strumenti troppo potenti non consentono, come già visto, di vedere d'insieme). Sebbene l'evento sia facilmente visibile anche ad occhio nudo, questi strumenti consentono di apprezzare appieno e con precisione l'occultazione di singole stelle dell'ammasso.
Meno spesso anche i pianeti si avvicinano apparentemente alle stelle dell'ammasso, talvolta transitandovi in mezzo; ciò accade con più facilità con i pianeti a noi più vicini, come Mercurio, Venere e Marte. Grazie a questi incontri periodici si possono osservare figure insolite o dai colori contrastanti (come accade quando vi transita Marte, il cui colore rosso contrasta fortemente con l'azzurro delle stelle delle Pleiadi).

## Storia delle osservazioni

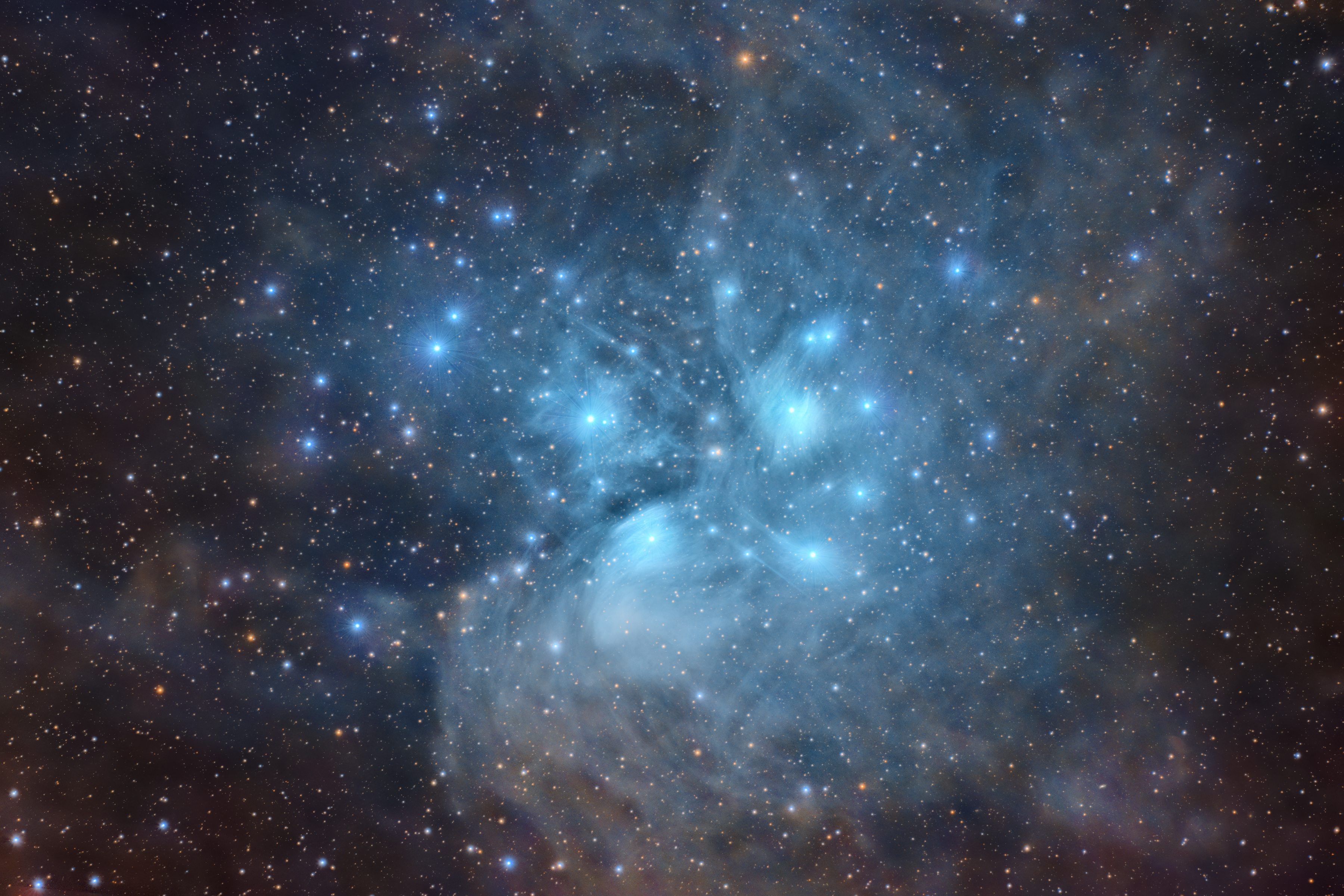
Un'immagine delle Pleiadi che mette ben in risalto l'intero complesso di nebulose associato.

La preminenza delle Pleiadi nel cielo notturno (invernale nell'emisfero boreale ed estivo nell'emisfero australe) le ha rese importanti in molte culture. Tra i maori della Nuova Zelanda sono chiamate Matariki, e il loro sorgere ad oriente segna l'inizio del nuovo anno (in giugno). Pare che gli indiani d'America misurassero la vista col numero di stelle che riuscivano a distinguere nelle Pleiadi; anche nell'antichità europea, specialmente tra i Greci, le Pleiadi erano considerate un test della vista. Gli aborigeni australiani vi vedevano una donna che era stata quasi violentata da "Wadi Bira", l'uomo della Luna. Secondo un'altra versione, erano sette sorelle chiamate le Makara.
Nella mitologia greca le Sette sorelle erano chiamate Asterope, Merope (o Dryope o Aero), Elettra, Maia, Taigete, Celaeno e Alcyone. Oggi questi nomi sono assegnati a singole stelle dell'ammasso. Secondo la mitologia, erano ninfe delle montagne (Oreadi), le figlie di Atlante e Pleione, anch'essi rappresentati da stelle nell'ammasso; erano anche nipoti di Giapeto e Climene, e sorelle delle Iadi, di Calipso e Dione. Si suicidarono dopo la morte delle Iadi. Tra i primi riferimenti conosciuti in un'opera letteraria c'è una citazione delle Pleiadi in Esiodo, nel poema Le opere e i giorni risalente circa all'VIII secolo a.C.. Omero le menziona nell'Iliade e nell'Odissea. Riferimenti ad esse compaiono anche nella Bibbia, nell'Antico Testamento.
Da tempo si supponeva che le Pleiadi fossero un gruppo di stelle legate l'una all'altra, piuttosto che risultato di un allineamento visuale. Nel 1767 il reverendo John Michell calcolò che la probabilità dell'allineamento fortuito di un gruppo così numeroso di stelle brillanti era di 1 su 500.000 e così concluse che nelle Pleiadi e in altri ammassi stellari analoghi dovesse esserci un legame fisico. Gli studi osservativi sul moto proprio delle stelle dell'ammasso rilevarono che si muovevano tutte nella stessa direzione, alla stessa velocità, dimostrando ulteriormente l'esistenza di qualche relazione fra loro.
Charles Messier misurò la posizione dell'ammasso e lo inserì come M45 nel suo catalogo, pubblicato nel 1771. L'inserimento delle Pleiadi, come pure dell'Ammasso del Presepe e della Nebulosa di Orione, è un fatto strano, dato che tutti gli altri oggetti sono molto più deboli e che Messier intendeva elencare oggetti che potevano essere scambiati per comete. Probabilmente ciò è dovuto al fatto che egli si sentiva in competizione con Nicolas Louis de Lacaille, che nel 1755 aveva stilato un catalogo con 42 oggetti.

### Il problema del numero di componenti visibili ad occhio nudo

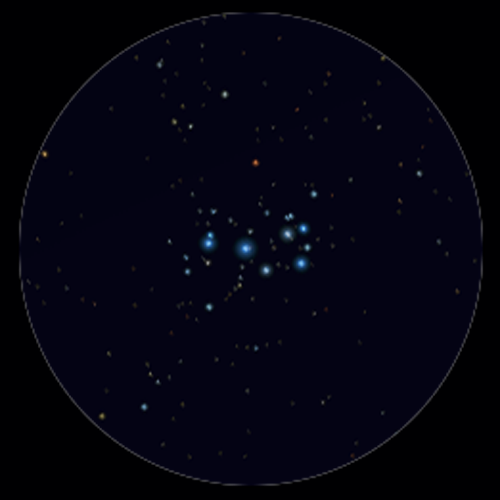
Le Pleiadi come appaiono al binocolo: sei stelle dominano la scena, seguite da altre quattro appena meno luminose, più un gran numero di stelle minori.

Fin dalle epoche più antiche e in tutte le culture questo gruppo di stelle viene associato al numero 7. Per poterne osservare più di sei occorre, però, un cielo molto buio e limpido e una buona vista. In accordo con questo fatto vi è un gran numero di testimonianze del passato che si riferiscono ad un numero diverso di stelle componenti. Il più antico testo di cosmologia noto in lingua volgare, "La composizione del Mondo" di Restoro d'Arezzo del 1282, si riferisce ripetutamente alle Pleiadi come ad un insieme di sei stelle.
Mentre Ovidio afferma che "quae septem dici, sex tamen esse solent" (le quali si dice siano sette, tuttavia sono solite essere sei), Tolomeo e Al-Sūfi forniscono le posizioni di sole quattro delle stelle dell'ammasso, ignorando stranamente la stella Alcyone, la più brillante delle Pleiadi. Giovan Battista Odierna all'inizio del suo "De admirandis coeli characteribus" spiega come il dilemma del numero esatto delle componenti visibili sia un problema avvertito da molti altri studiosi del passato; ricorda inoltre che chi ha la vista acuta ne può identificare sette, mentre chi non è particolarmente dotato può arrivare solo a cinque. Con un telescopio si possono invece osservare, oltre alle sette brillanti, almeno altre trenta componenti.
Al di là dei testi scientifici, è da notare che presso i Greci ricorreva il mito della "Pleiade perduta": secondo la tradizione, citata anche da Arato, si trattava di Elettra, che si diceva essere velata in viso in segno di lutto a causa della distruzione di Troia; un'altra credenza vuole che la Pleiade velata fosse Merope, che si vergognava di essere l'unica delle sette ad aver sposato un mortale, il re di Corinto. La si identifica anche con Celaeno, che cadde fulminata. Un mito simile esiste anche presso un gran numero di popoli sparsi per il mondo, come quelli del Giappone, del Borneo, dell'Africa centrale e dell'Australia; ciò potrebbe testimoniare la variazione nella luminosità delle componenti delle Pleiadi, che giustificherebbe anche la mancata citazione di Alcyone da parte di Tolomeo ed Al-Sūfi.

## Composizione

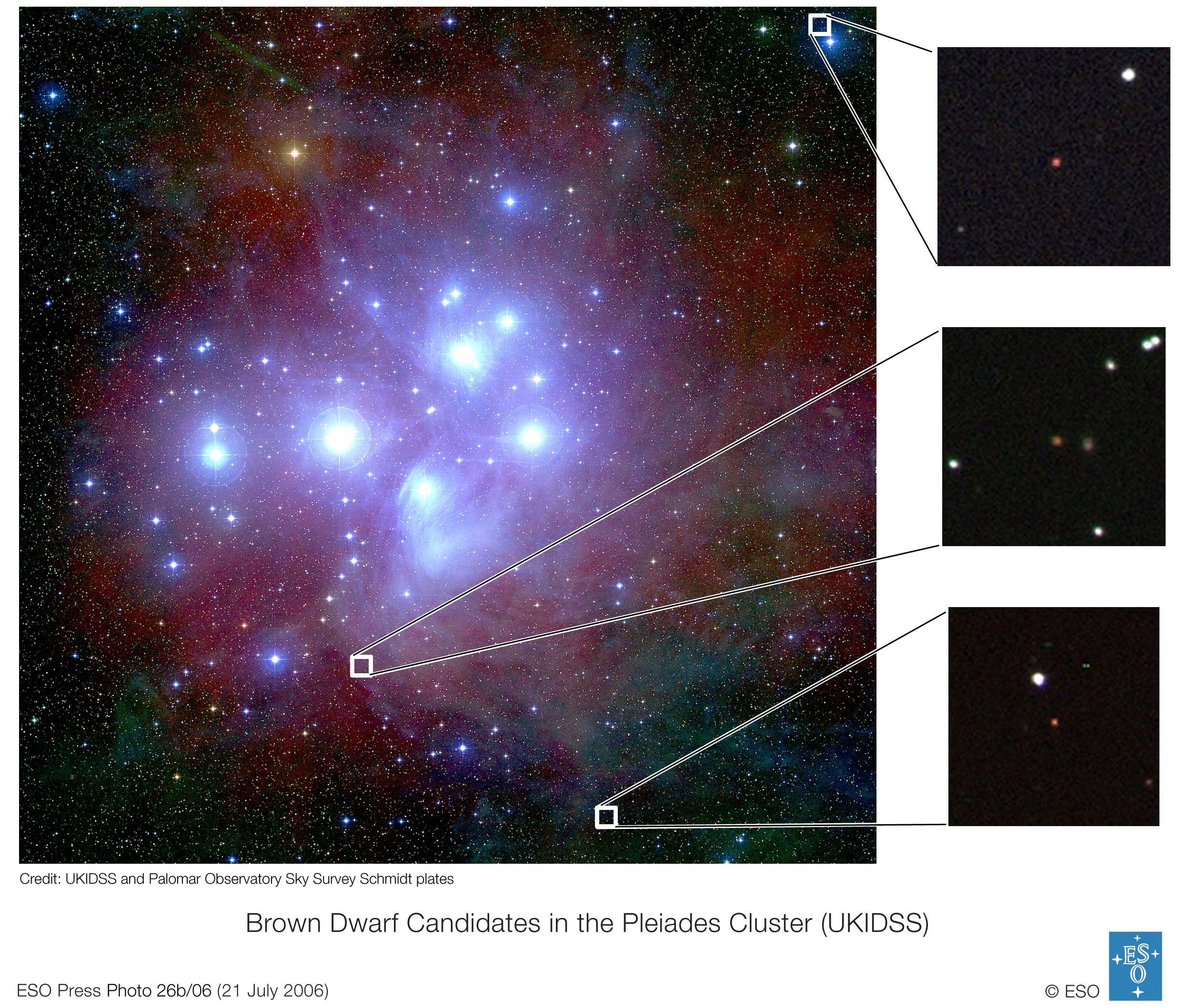
Un'immagine delle Pleiadi che mostra la presenza nell'ammasso di alcune candidate nane brune. Credit: ESO

L'ammasso, il cui nucleo ha un raggio di circa 8 anni luce e il cui raggio mareale è di circa 43 anni luce, contiene più di 1000 membri statisticamente confermati. È dominato da stelle blu calde e giovani, 14 delle quali possono essere potenzialmente viste ad occhio nudo, a seconda delle condizioni osservative. La disposizione delle stelle più luminose ricorda la forma dell'Orsa maggiore e dell'Orsa minore. Si stima che l'ammasso contenga 800 masse solari.
L'ammasso contiene numerose nane brune, oggetti con meno dell'8% circa della massa del Sole, non abbastanza massicci da innescare reazioni di fusione nucleare nei loro nuclei e diventare stelle luminose. Esse possono rappresentare fino al 25% della popolazione totale dell'ammasso, anche se costituiscono meno del 2% della massa totale. Gli astronomi hanno compiuto grandi sforzi per trovare e analizzare nane brune nelle Pleiadi e in altri giovani ammassi, perché in questi ambienti sono ancora relativamente brillanti e osservabili, mentre le nane brune degli ammassi più vecchi sono ormai affievolite e molto più difficili da studiare.
Sono presenti anche alcune nane bianche. Data la giovane età dell'ammasso, ci si aspetta che le stelle della sequenza principale non abbiano avuto il tempo di evolvere in nane bianche, processo che richiede diversi miliardi di anni. Si ritiene che le progenitrici delle nane bianche siano state stelle massicce in sistemi binari. I trasferimenti di massa dalla stella di massa superiore, durante la sua rapida evoluzione, alla compagna sarebbero risultati in un percorso più rapido per la formazione di una nana bianca, sebbene i dettagli di tale trasferimento da un pozzo gravitazionale più forte ad uno più debole non siano stati chiariti.
Dagli studi condotti nel 2007 col Telescopio spaziale Spitzer e col Gemini Observatory delle Hawaii è emerso che dei pianeti di tipo terrestre sarebbero in formazione o si siano formati attorno ad una delle componenti dell'ammasso, HD 23514, come risultato di una catastrofica collisione fra eventuali protopianeti; gli astronomi hanno analizzato le emissioni dalle particelle di polveri in orbita attorno alla stella ed hanno concluso che la spiegazione più probabile è che le particelle siano residui di uno scontro violento di pianeti o embrioni planetari.

### Componenti principali

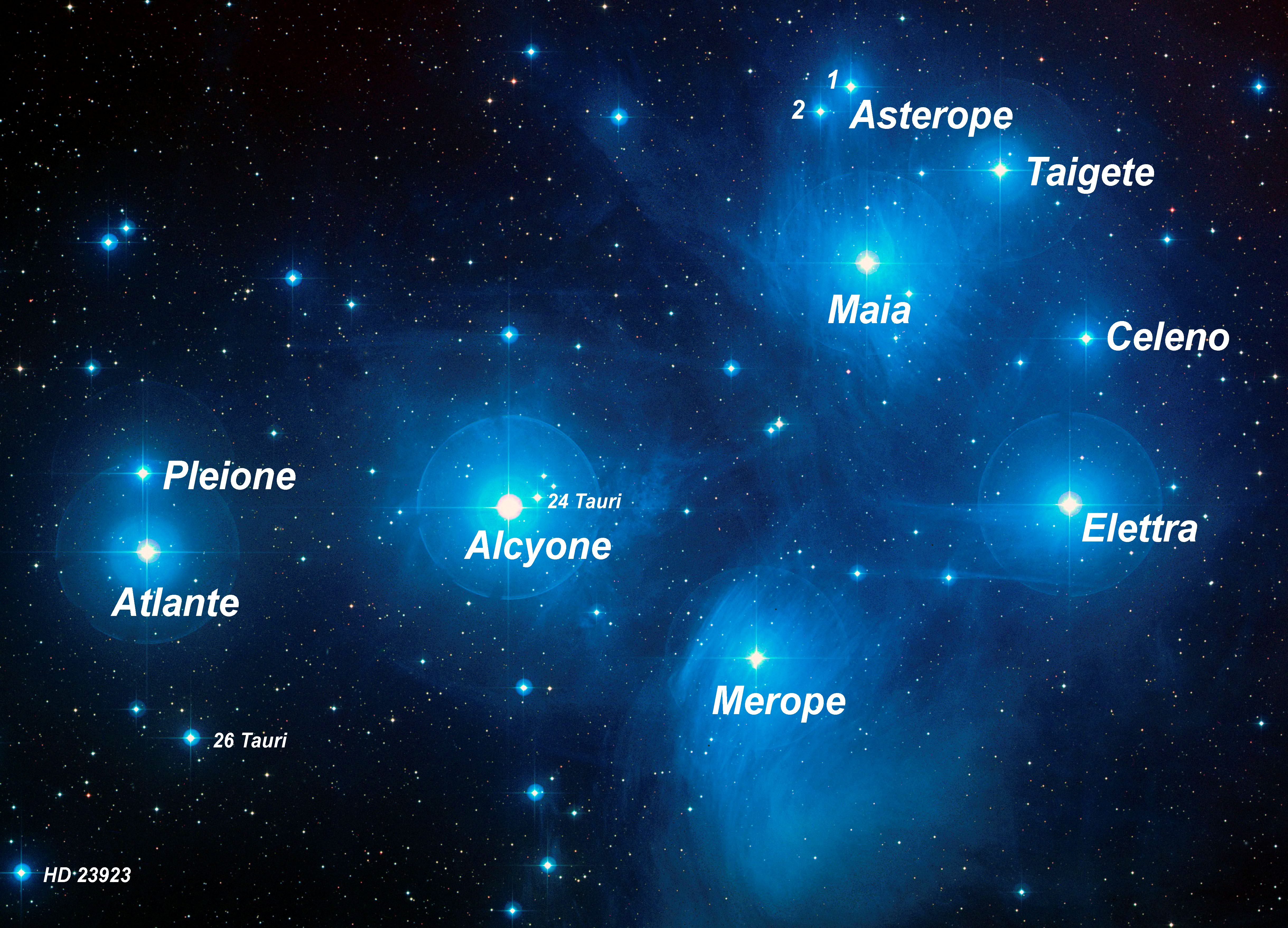
Una mappa delle Pleiadi indicante i nomi delle stelle secondo la tradizione greca.

La tabella seguente fornisce dettagli sulle componenti principali dell'ammasso aperto:
| Nome     | Designazione   | Magnitudine apparente | Classe spettrale |
| -------- | -------------- | --------------------- | ---------------- |
| Alcyone  | Eta (25) Tauri | 2,86                  | B7IIIe           |
| Atlante  | 27 Tauri       | 3,62                  | B8III            |
| Elettra  | 17 Tauri       | 3,70                  | B6IIIe           |
| Maia     | 20 Tauri       | 3,86                  | B7III            |
| Merope   | 23 Tauri       | 4,17                  | B6IVev           |
| Taigete  | 19 Tauri       | 4,29                  | B6V              |
| Pleione  | 28 (BU) Tauri  | 5,09 (var.)           | B8IVep           |
| Celeno   | 16 Tauri       | 5,44                  | B7IV             |
| Asterope | 21 e 22 Tauri  | 5,64;6,41             | B8Ve/B9V         |
| –        | 18 Tauri       | 5,65                  | B8V              |

## Nebulosità a riflessione

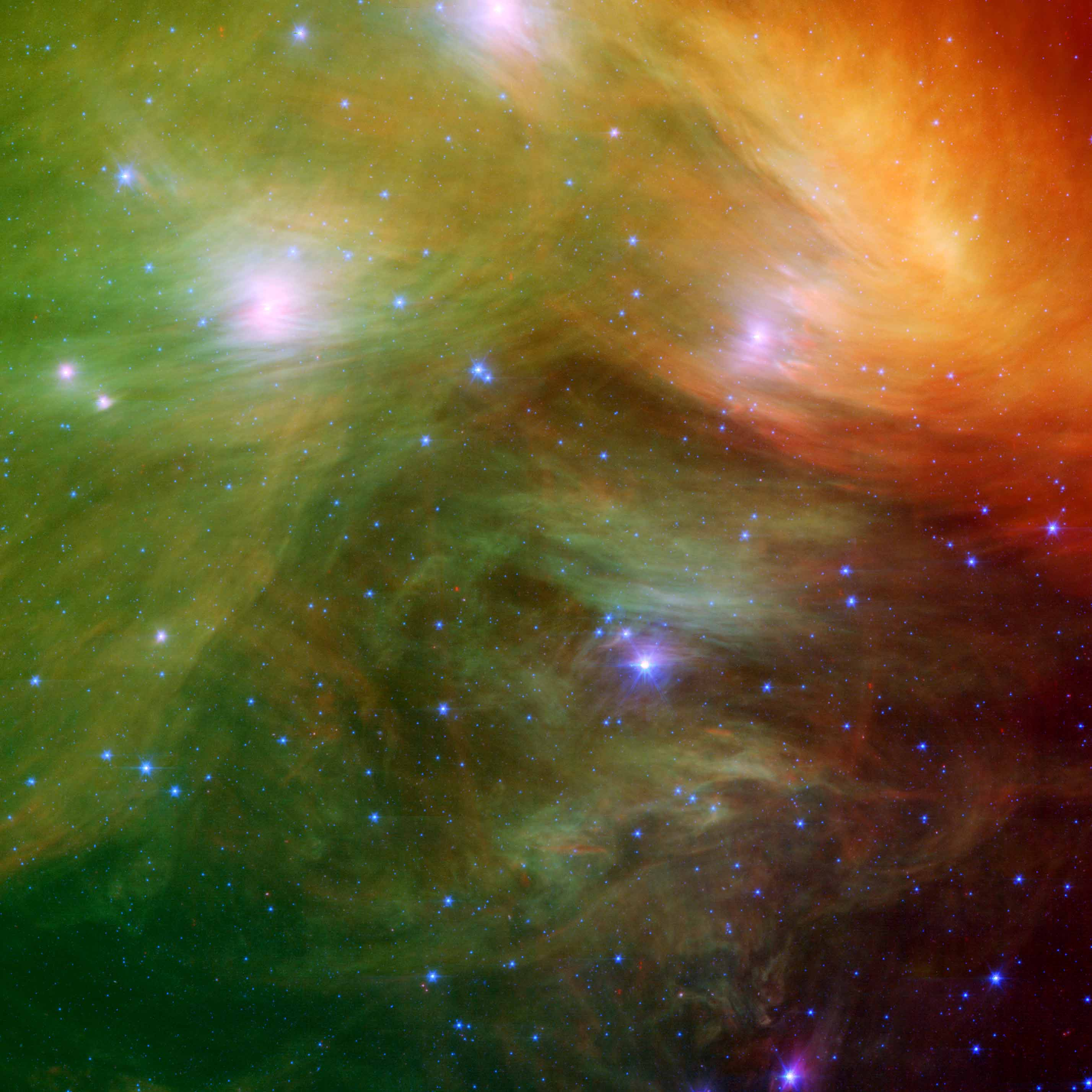
Un'immagine nell'infrarosso che mostra le nebulosità che circondano le Pleiadi. SST, NASA/JPL-Caltech.

In condizioni osservative ideali alcune tracce di nebulosità compaiono in fotografie a lunga esposizione e possono essere viste attorno all'ammasso. Questo tipo di nebulosa è chiamato nebulosa a riflessione ed appare brillante a causa della riflessione della luce di una stella luminosa e calda da parte della polvere presente nella nebulosa.
Nel caso delle Pleiadi si tratta di un sistema complesso di nebulose a riflessione; le più luminose sono state catalogate anche dal Catalogo NGC e dai suoi Index. In particolare, è la nebulosa NGC 1435, che avvolge la stella Merope, e IC 1990, a nord dell'ammasso. NGC 1432 fa da sfondo alle stelle più occidentali delle Pleiadi, ciascuna delle quali ha nelle vicinanze dei veli nebulosi più brillanti; questi frammenti sono contrassegnati dalla sigla Ced 19 e catalogati da Ced 19a a Ced 19q. La nebulosa di Alcione è nota anche come vdB 23, quella di Elettra come vdB 20 e quella di Maia come vdB 21.
Inizialmente si era pensato che la polvere potesse essere un residuo del processo di formazione dell'ammasso; ma all'età di 100 milioni di anni, quella generalmente accettata per le Pleiadi, quasi tutta la polvere originariamente presente dovrebbe essere stata dispersa dalla pressione di radiazione ormai da molto tempo. Sembra, piuttosto, che l'ammasso stia transitando attraverso una regione di mezzo interstellare particolarmente polverosa; la prova che l'ammasso e la nebulosa non siano legate da un'origine comune risiede nel fatto che possiedono una diversa velocità radiale.
Alcuni studi mostrano che la polvere responsabile della nebulosità non è distribuita uniformemente, ma è concentrata in due strati lungo la linea di vista dalla Terra. Questi strati potrebbero essersi formati dalla decelerazione nel moto della polvere verso le stelle, dovuta alla pressione di radiazione.

## Distanza

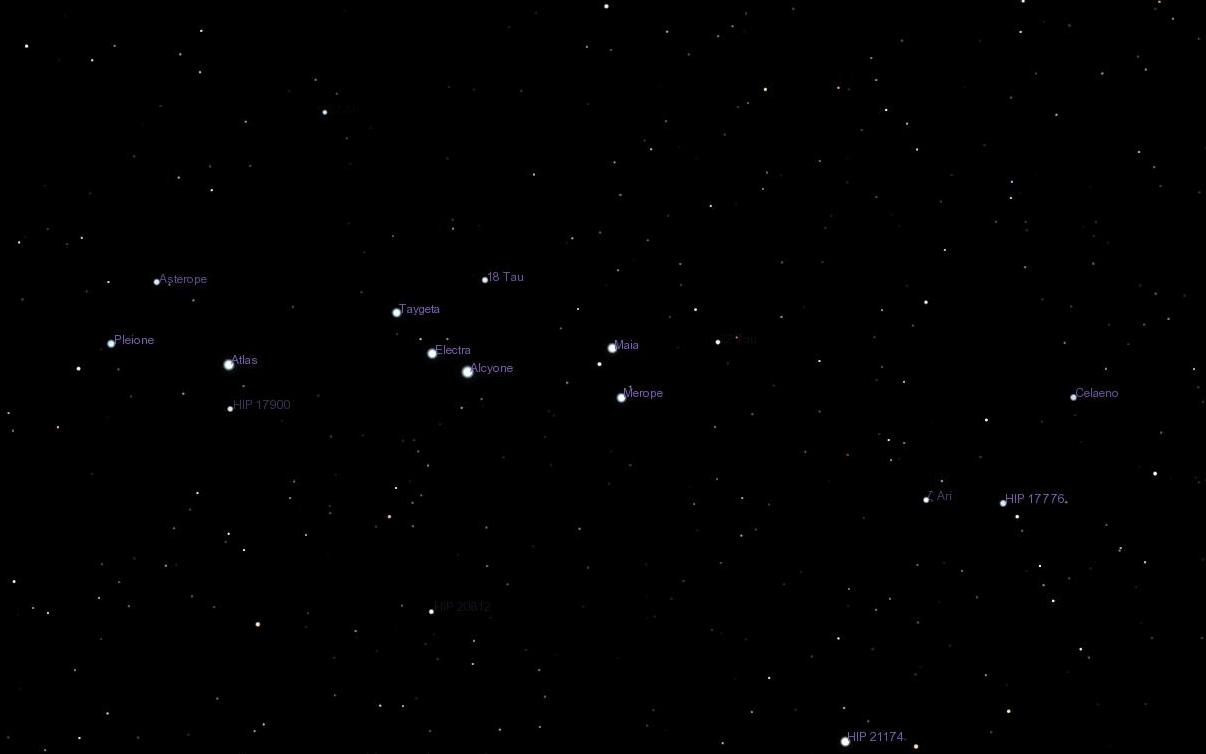
La posizione spaziale delle stelle costituenti l'ammasso aperto. (Celestia)

La distanza delle Pleiadi dal sistema solare è un importante elemento di riferimento nella scala delle distanze cosmiche, poiché l'ammasso è relativamente vicino alla Terra, la sua distanza è relativamente semplice da misurare. Una volta noto il diagramma di Hertzsprung-Russell per l'ammasso, una conoscenza accurata della sua distanza permette agli astronomi di stimare la distanza di altri ammassi per confronto. Per determinare in cascata le distanze di galassie e ammassi di galassie da quelle dei singoli ammassi stellari si possono utilizzare altri metodi, e così è possibile stabilire una scala cosmica delle distanze.
I risultati di misurazioni precedenti al lancio del satellite Hipparcos (ESA, 1980) indicavano generalmente che le Pleiadi fossero a 135 parsec dalla Terra. Il valore misurato dal satellite utilizzando il metodo della parallasse stellare fu invece di 118 parsec. Lavori successivi dimostrarono che la misura indicata da Hipparcos per le Pleiadi era affetta da un errore, sebbene non se ne fosse individuata l'origine. In seguito alla revisione dell'elaborazione dei dati del satellite Hipparcos, avvenuta nel 2008, è stata proposta quale distanza dell'ammasso dalla Terra quella di 122 parsec, corrispondente a 399 anni luce. Altre misure, universalmente accettate, hanno indicato per la distanza delle Pleiadi dalla Terra il valore di 135 parsec, corrispondente a circa 440 anni luce. La diatriba su quale dei due valori sia da considerarsi corretto è ancora in atto. Si noti che il valore di 135 parsec è stato fornito dal Telescopio Spaziale Hubble, generalmente molto affidabile, che ha misurato la distanza di un'unica stella dell'ammasso. Hipparcos, invece, ha misurato le distanze di 54 stelle dell'ammasso, per il quale è stata stimata una distanza media. Nell'agosto del 2014, astronomi del National Radio Astronomy Observatory hanno misurato la distanza delle Pleiadi tramite una rete mondiale di radiotelescopi, risultata pari a 443 anni luce. Questa è stata giudicata la stima più precisa in assoluto.
Anche la missione GAIA, successore di Hipparcos, ha iniziato a fornire risultati sulla distanza delle Pleiadi. Il primo valore (2016) la attesta pari a 134 parsec.

## Età ed evoluzione futura
L'età di un ammasso stellare può essere stimata per confronto tra il diagramma HR misurato per l'ammasso e quello derivante da modelli teorici di evoluzione stellare. Utilizzando queste tecniche, per le Pleiadi è stata stimata un'età compresa tra i 75 ed i 150 milioni di anni, dove lo scarto è dovuto alle incertezze nei modelli di evoluzione stellare. In particolare, modelli che includono un fenomeno noto come sovra-avanzamento convettivo (convective overshoot), in cui materiale proveniente da una zona convettiva irrompe in una zona non-convettiva, forniscono per la stella un'età apparente maggiore.
Un'altra metodologia per stimare l'età di un ammasso è di guardare agli oggetti di massa minore. In una stella della sequenza principale, il litio è rapidamente distrutto nelle reazioni di fusione nucleare che avvengono nel nucleo; una nana bruna, invece, può conservarne una parte della quantità iniziale. La temperatura di ignizione per il litio è molto bassa, 2,5 milioni di kelvin, e ciò significa che le nane brune di massa maggiore riusciranno infine a bruciarlo. Determinando il limite massimo della massa delle nane brune contenenti ancora litio, è possibile avere un'idea dell'età dell'ammasso stesso. Applicando questa tecnica alle Pleiadi è stata stimata un'età di 115 milioni di anni.
Il moto proprio dell'ammasso lo condurrà fra molti millenni nel futuro a mutare posizione rispetto ad un osservatore a Terra, che lo vedrà transitare al di sotto del piede di quella che oggi è la costellazione di Orione. Inoltre, come la maggior parte degli ammassi aperti, le Pleiadi non resteranno gravitazionalmente vincolate in eterno, ma alcuni membri dell'ammasso saranno espulsi dopo incontri ravvicinati, mentre altri saranno spogliati di materia da campi gravitazionali mareali. Alcune simulazioni suggeriscono che occorreranno circa 250 milioni di anni perché l'ammasso si disperda e che le interazioni gravitazionali con nubi molecolari giganti ed i bracci della Galassia accelereranno il processo.

## Tradizione e letteratura
(Esiodo, Le opere e i giorni - III, vv. 383-386)

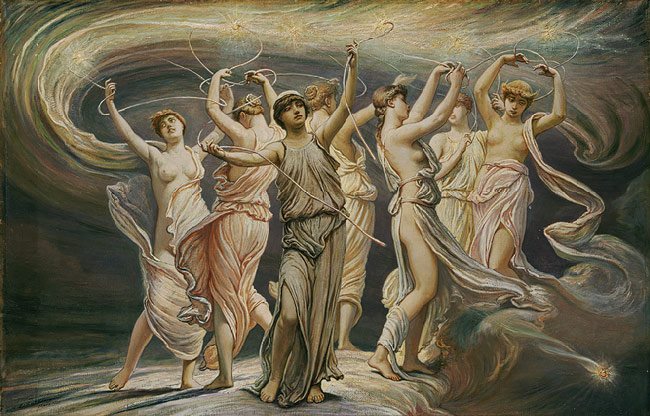
Rappresentazione delle Pleiadi in un dipinto esposto al Metropolitan Museum of Arts di New York.

La grande visibilità delle Pleiadi nel cielo notturno ha fatto in modo che esse fossero considerate un importante riferimento in molte culture, sia antiche che odierne.
Nella mitologia greca rappresentavano le Sette sorelle, mentre per i Vichinghi erano le galline di Freyja; in molte lingue europee antiche sono infatti indicate come "galline" o "galli".
Durante l'Età del Ferro i popoli europei come i Celti (e probabilmente anche popoli precedenti) associavano le Pleiadi al dolore e ai funerali, dato che all'epoca durante il cross-quarter day fra l'equinozio d'autunno ed il solstizio d'inverno (nel periodo in cui tuttora si festeggiano il giorno dei morti e Halloween) le Pleiadi diventavano visibili ad est nel chiarore del crepuscolo. A causa della precessione degli equinozi, questo evento astronomico non coincide più con i giorni dei defunti, essendo slittato di quasi un mese, ma l'associazione rimane.
La Cultura di Monte Alto ed altre culture del Guatemala come gli Ujuxte e i Takalik Abaj costruirono i loro primi osservatori utilizzando come riferimento le Pleiadi e la stella η Draconis; chiamavano l'ammasso «le sette sorelle», credendo che in quella parte di cielo fosse la loro vera origine.
Il sorgere eliaco degli oggetti celesti assumeva una grande importanza nella compilazione dei calendari negli antichi popoli. Il sorgere eliaco delle Pleiadi (attorno al mese di giugno) indicava il nuovo anno per i Maori della Nuova Zelanda, che le chiamavano Mataariki; una festa con lo stesso nome esisteva nelle Hawaii. Gli antichi Aztechi del Messico e dell'America Centrale basavano il calendario sulle Pleiadi; il loro anno iniziava quando i sacerdoti iniziavano ad individuare le sue stelle ad est subito prima del sorgere del Sole, nella chiara luce dell'aurora; il nome che questo popolo dava all'ammasso era Tianquiztli.
Gli antichi astronomi arabi chiamavano le Pleiadi ath-Thuraya, o anche semplicemente "la Stella" (an-najm) e vi vedevano raffigurata una grande donna con una mano amputata.. 
Giovanni Pascoli ne Il gelsomino notturno chiama le Pleiadi «Chioccetta», paragonando l'ammasso aperto ad una chioccia in un'aia azzurra seguita da un pigolio di stelle.
Gabriele D'Annunzio voleva chiamare i sette libri della sua raccolta Laudi come le sette stelle principali delle Pleiadi, ma ne pubblicò solo cinque: Maia, Elettra, Alcyone, Merope e Asterope.

### Mitologia australiana e asiatica

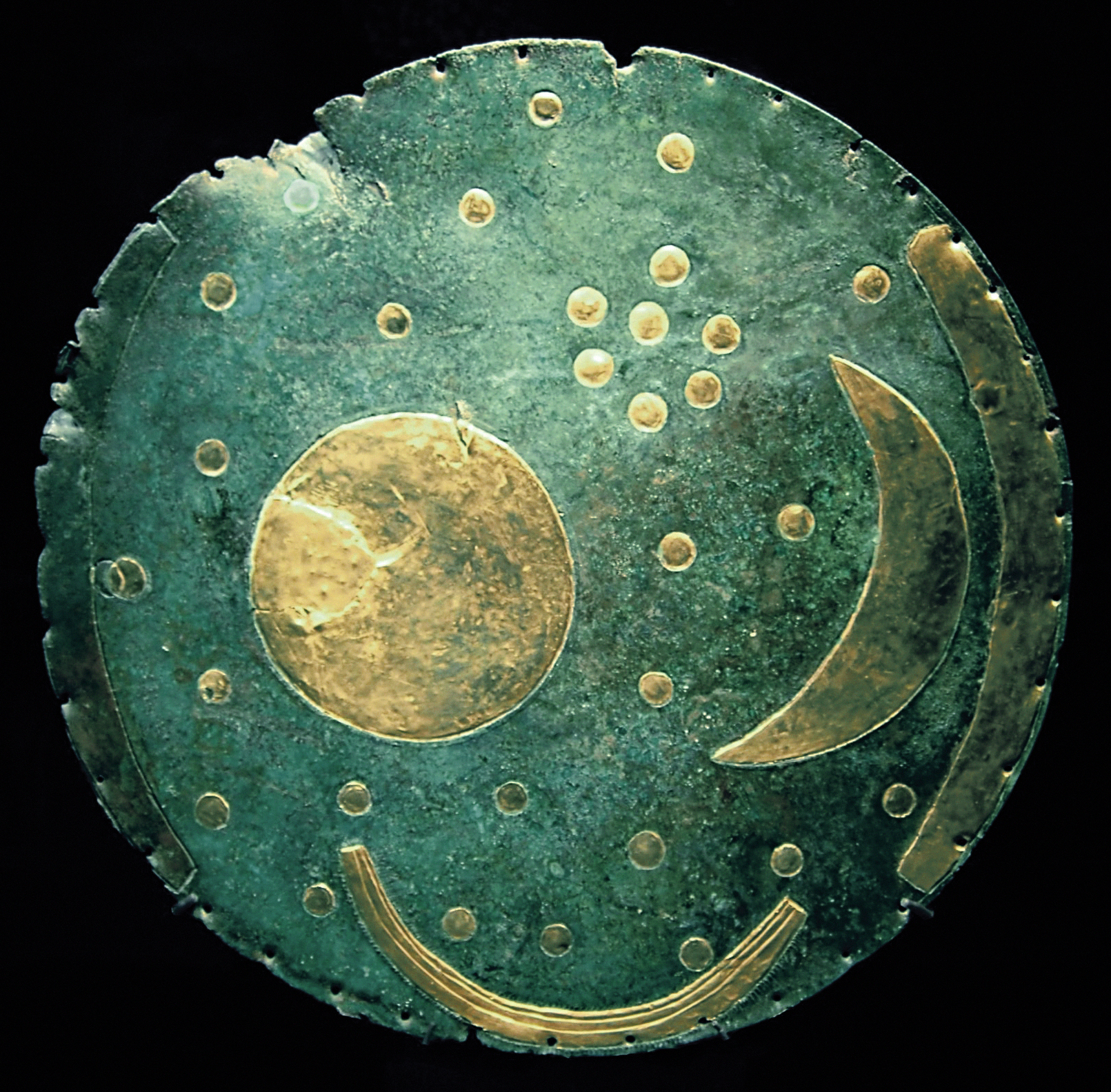
Il Disco di Nebra, un disco di bronzo del 1600 a.C. proveniente da Nebra, in Germania, è una delle più antiche rappresentazioni del cosmo. Le Pleiadi sono in alto a destra.

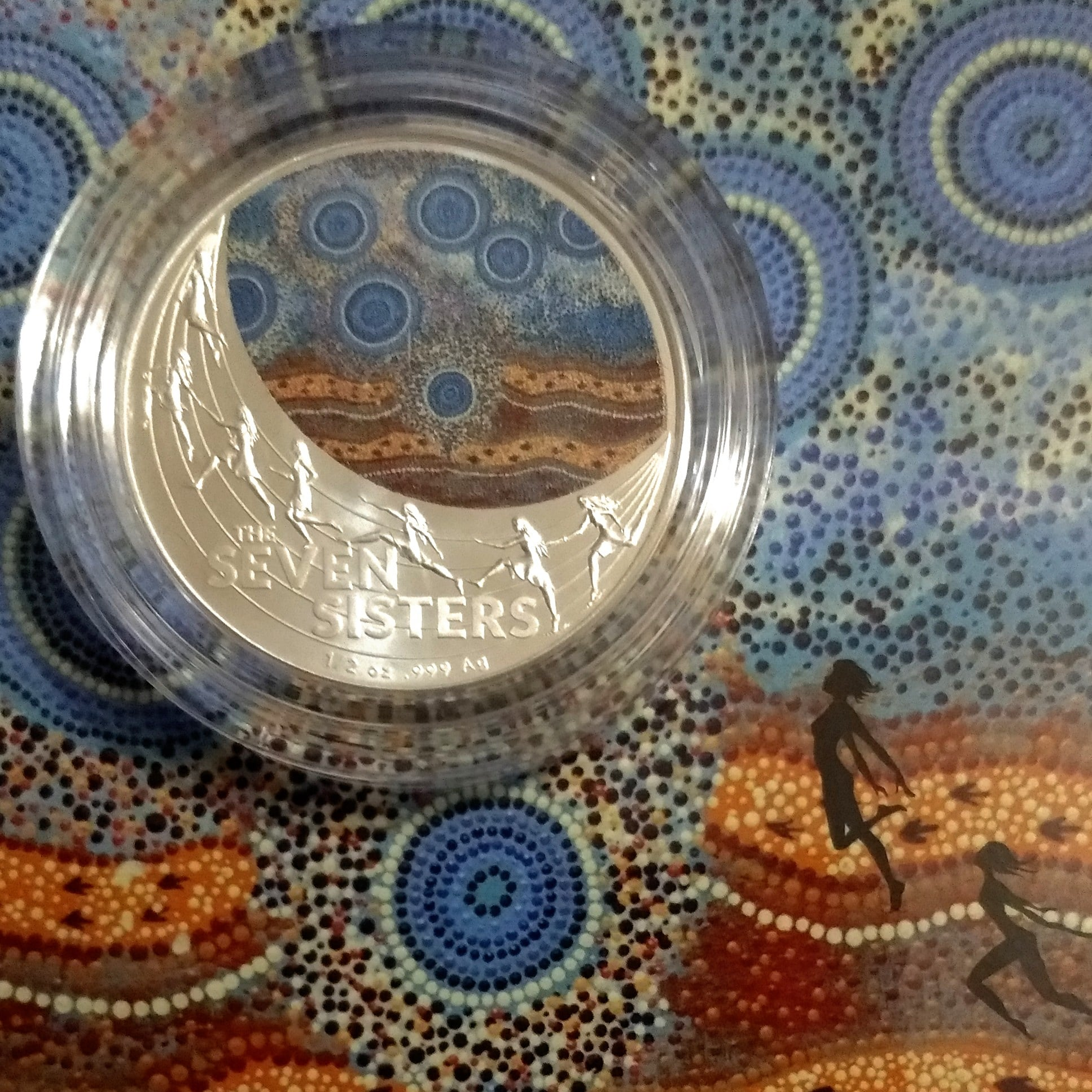
Moneta commemorativa da 1 dollaro emessa nel 2020 dalla Royal Australian Mint. Sul rovescio sono rappresentate le Sette Sorelle (Pleiadi), oggetto di una antica e diffusa canzone della tradizione aborigena.

A seconda della tribù o del clan di appartenenza, ci sono diverse storie sull'origine delle Pleiadi. Gli aborigeni australiani le credevano una donna rapita da Kidili, l'uomo della Luna. Fra i Ban Raji, un popolo seminomade che viveva fra il Nepal occidentale e l'India del nord, le Pleiadi erano chiamate "Sette cognate e un cognato" (Hatai halyou daa salla); quando sorgevano sopra le montagne ogni notte, potevano, secondo loro, vedere i loro antichi parenti. Nell'astronomia cinese le Pleiadi sono uno dei 28 Xiu (posizioni della Luna) della Tigre Bianca, e sono indicate come Chioma (cinese: 昴, piyin Mǎo). In Giappone le Pleiadi sono conosciute come Subaru (昴? l'ideogramma per indicarle è lo stesso usato in Cina), nome poi scelto per la casa automobilistica Subaru, nel cui logo appaiono sei stelle raffiguranti le cinque componenti più piccole attorno alla stella principale., nonché per Il telescopio Subaru, che si trova nell'Osservatorio di Mauna Kea sulle Hawaii. Nella mitologia indù le Pleiadi (Krittika) sono le sei madri del dio della guerra Skanda, che per ognuna di loro ha sviluppato sei facce.

### Mitologia dei nativi americani
Una leggenda dei Lakota del Nord America legava l'origine delle Pleiadi alla Torre del Diavolo, un monumento naturale. Secondo i Seri del Messico nordoccidentale, queste stelle erano sette donne che stavano dando figli alla luce. La costellazione era nota come Cmaamc, forse un antico plurale del termine cmaam, "donna".
I Kiowa avevano un mito simile a quello dei Lakota. Secondo le loro credenze, sette giovani si allontanarono per giocare e furono inseguite da orsi giganti. Durante la fuga si rifugiarono sulla cima di una roccia e pregarono lo spirito della roccia di salvarle; la roccia iniziò a crescere verso il cielo, in modo che gli orsi non potessero raggiungerle. Arrivate nel cielo, si trasformarono nelle stelle che compongono le Pleiadi. Gli orsi, nel tentativo di arrampicarsi sulla roccia, vi lasciarono profondi solchi, oggi osservabili sui fianchi della Torre del Diavolo.
Presso i popoli delle Ande le Pleiadi erano associate all'abbondanza, poiché tornavano visibili nell'emisfero australe durante la raccolta; in quechua sono chiamate collca, "deposito".

### Significati astrologici
Le Pleiadi rivestono notevole significato anche nel campo dell'astrologia mondiale nelle sue diverse varianti.
Nell'astrologia occidentale rappresentano un fronte contro le sventure; erano considerate un'unità astrologica singola nelle stelle fisse del Medioevo; erano associate al quarzo e al finocchio. Nell'astrologia esoterica i sette sistemi solari giravano attorno alle Pleiadi. Nell'astrologia indiana le Pleiadi erano conosciute come l'asterismo (Nakshatra) Kṛttikā ("i coltelli" in sanscrito). Sono chiamate "le stelle del fuoco" e la loro divinità è Agni, il dio vedico del fuoco sacro. Si tratta di una delle Nakshatra più prominenti, associata alla rabbia e alla testardaggine.

## Bibliografia

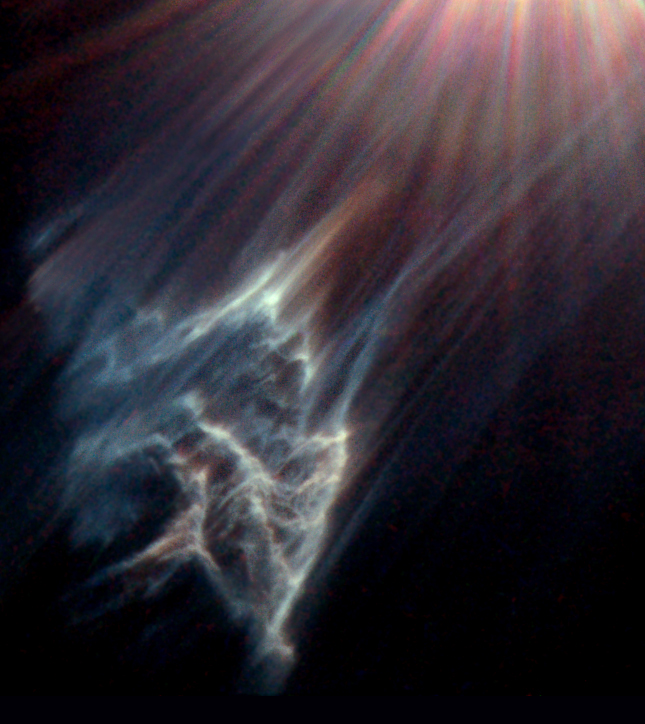
Immagine raccolta dal Telescopio spaziale Hubble di nebulosità a riflessione vicino Merope.

### Libri
- (EN) Stephen James O'Meara, Deep Sky Companions: The Messier Objects, Cambridge University Press, 1998, ISBN 0-521-55332-6.
- (EN) C. J. Lada e N. D. Kylafits, The Origin of Stars and Planetary Systems, Kluwer Academic Publishers, 1999, ISBN 0-7923-5909-7.
- A. De Blasi, Le stelle: nascita, evoluzione e morte, Bologna, CLUEB, 2002, ISBN 88-491-1832-5.

### Pubblicazioni scientifiche
- (EN) S. M. Percival, M. Salaris e M. A. T. Groenewegen, The distance to the Pleiades. Main sequence fitting in the near infrared, in Astronomy and Astrophysics, vol. 429, 2005,  p. 887.
- (EN) Joseph D. Adams, John R. Stauffer, David G. Monet, Michael F. Skrutskie e Charles A. Beichman, The Mass and Structure of the Pleiades Star Cluster from 2MASS, in The Astronomical Journal, vol. 121, 2001,  p. 2053.
- (EN) E. Moraux, J. Bouvier, J. R. Stauffer e J.-C. Cuillandre, Brown dwarfs in the Pleiades cluster: Clues to the substellar mass function, in Astronomy and Astrophysics, vol. 400, 2003,  p. 891.
- (EN) J. L. Greenstein, Photometry of a Pleiades candidate and composite white dwarfs, in The Astronomical Journal, vol. 79, 1974,  pp. 964-966.
- (EN) Steven J. Gibson e Kenneth H. Nordsieck, The Pleiades Reflection Nebula. II. Simple Model Constraints on Dust Properties and Scattering Geometry, in The Astrophysical Journal, vol. 589, 2003,  p. 362.
- (EN) Soderblom D.R., Nelan E., Benedict G.F., McArthur B., Ramirez I., Spiesman W. e Jones B.F., Confirmation of Errors in Hipparcos Parallaxes from Hubble Space Telescope Fine Guidance Sensor Astrometry of the Pleiades, in The Astronomical Journal, vol. 129, 2005,  pp. 1616-1624.

### Carte celesti
- Toshimi Taki, Taki's 8.5 Magnitude Star Atlas (PDF), su geocities.jp, 2005. URL consultato il 7 novembre 2010 (archiviato dall'url originale il 5 novembre 2018). - Atlante celeste liberamente scaricabile.
- Tirion, Rappaport, Lovi, Uranometria 2000.0 - Volume I - The Northern Hemisphere to -6°, Richmond, Virginia, USA, Willmann-Bell, inc., 1987, ISBN 0-943396-14-X.
- Tirion, Sinnott, Sky Atlas 2000.0 - Second Edition, Cambridge, USA, Cambridge University Press, 1998, ISBN 0-933346-90-5.
- Tirion, The Cambridge Star Atlas 2000.0, 3ª ed., Cambridge, USA, Cambridge University Press, 2001, ISBN 0-521-80084-6.

### Argomenti generici

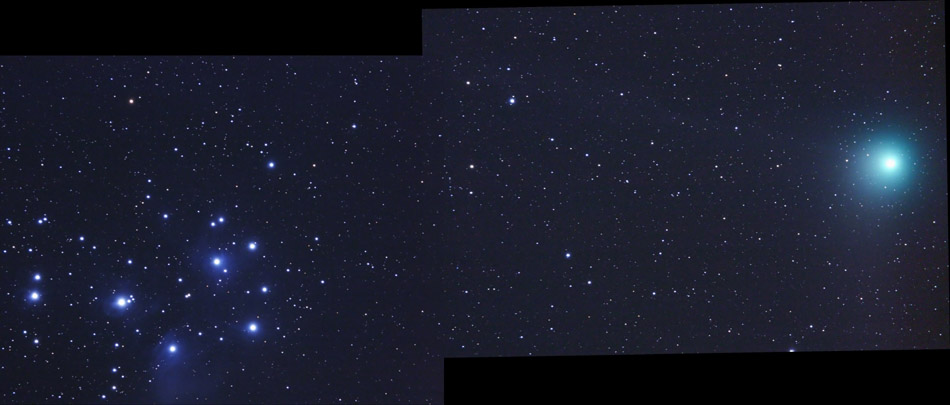
La cometa Machholz transita in prossimità delle Pleiadi; foto scattata l'8 gennaio 2005.

- Catalogo di Messier
- Charles Messier
- Ammasso aperto
- Associazione stellare

### Argomenti affini
- Toro (costellazione)
- Oggetti non stellari nella costellazione del Toro
- Pleiadi del Sud
- Ammasso del Presepe
- Braccio di Orione